# Salvatore Gangitano
Salvatore Gangitano (Canicattì, 22 giugno 1828 – Canicattì, 18 dicembre 1892) è stato un politico italiano.
Fu deputato (tre legislature alla Camera), senatore del Regno d'Italia nella XVII legislatura e sindaco di Canicattì (1861-1869) (1873-1878).